# Гомес, Мои
Моисе́с Го́мес Бордона́до (исп. Moisés Gómez Bordonado; 23 июня 1994, Рохалес) — испанский футболист, полузащитник клуба «Осасуна».

## Клубная карьера
В сезоне 2009/10 Мои занимался в системе клуба «Аликанте». После роспуска футбольной академии он и ещё несколько других игроков перебрались в «Вильярреал». В сезоне 2011/12 Мои в основном выступал за «Вильярреал Б» в Сегунде. 28 ноября 2011 года он дебютировал в Примере в матче против «Малаги». Всего в том сезоне он провёл два матча за первую команду «Вильярреала».
В сезоне 2012/13, когда «Вильярреал» выступал в Сегунде, Мои начал регулярно появляться на поле. Он провёл двадцать четыре матча и помог своей команде вернуться в Примеру.

## Карьера в сборной
Мои выступал за различные юношеские сборные Испании. В составе сборной Испании (до 19 лет) он принял участие на Чемпионате Европы в возрастной категории до 19 лет 2013 года.

## Достижения
«Вильярреал»
- Победитель Лиги Европы УЕФА: 2020/21